# Ryū Murakami
Ryū Murakami (jap. 村上 龍 Murakami Ryū), właściwie Ryūnosuke Murakami (jap. 村上 龍之助 Murakami Ryūnosuke; ur. 19 lutego 1952 r. w Sasebo, w prefekturze Nagasaki) – japoński pisarz i reżyser filmowy. Imię Ryūnosuke zostało zaczerpnięte od głównego bohatera Daibosatsu-Tōge, stworzonego przez Kaizana Nakazato (1885–1944), autora powieści historycznych.

## Wybrane dzieła[1]
- Bezgranicznie prawie przezroczysty błękit (Kagirinaku tōmei ni chikai burū, 1976)
- Dzieci ze schowka (Koin rokkā bēbizu, 1980)
- Piercing (Piasshingu, 1994), pol: Piercing. Dariusz Latoś (tłum.). Warszawa: Wydawnictwo Tajfuny, 2021. ISBN 978-83-9592-162-9.
- W zupie miso (In za misosūpu, 1997)
- Symbiotyczny pasożyt (Kyōseichū, 2000)
- Wyjdźmy z półwyspu (Hantō o deyo, 2005)